# Осцилограф

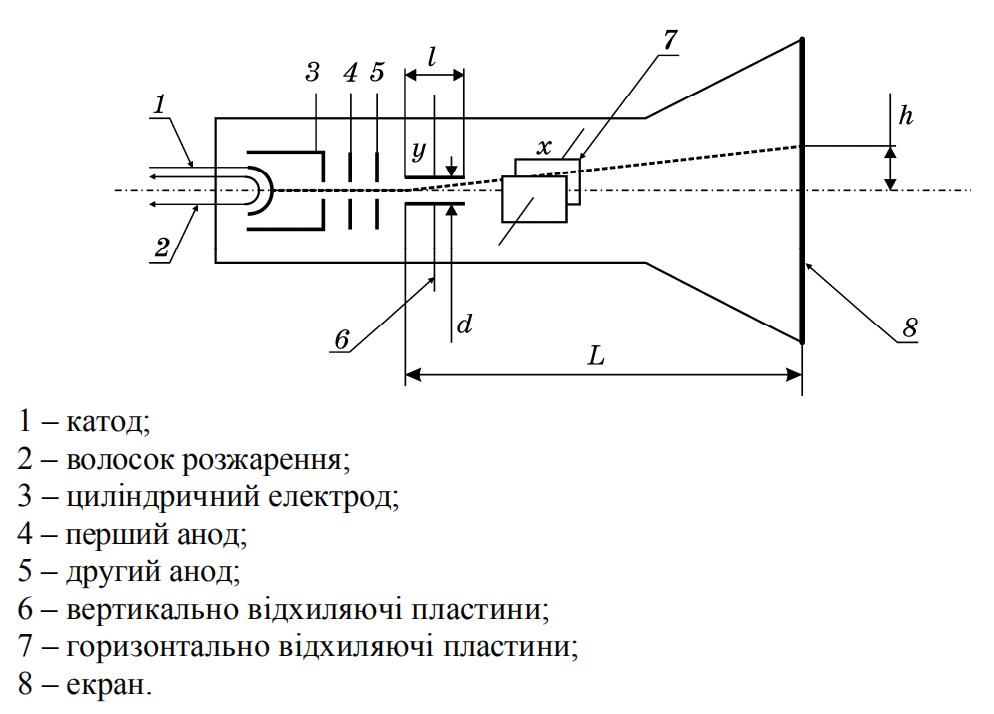
Схема осцилографа

Осцило́граф — прилад для вимірювання, спостерігання та запису показників електричного сигналу.

## Історія
Вперше прилад був створений французьким вченим Андре Блонделем 1894 року. Це був власноруч збудований магнітоелектричний осцилограф з біфілярним підвісом. Цей прилад давав змогу реєструвати значення електричних величин, таких як інтенсивність змінних струмів, на рухомій стрічці запису за допомогою чорнильного маятника, приєднаного до котушки. Через те, що при роботі використовувалися відразу декілька механічних пристроїв, перші осцилографи були не надто точними і мали дуже малу смугу пропускання, в діапазоні 10-19 кГц. По справжньому осцилографи еволюціонували з появою електронно-променевої трубки (CRT), яку винайшов 1897 року німецький фізик Карл Браун. A.C. Cossor - британська компанія, яка другою в світі адаптувала цю технологію і представила у 1932 році перший осцилограф на ЕПТ.
По закінченню Другої світової війни вимірювальні прилади, а з ними, відповідно, і осцилографи, розвивались у всіх частинах світу, але в першу чергу це було помітно в Європі та Америці. 1946 року Говард Воллюм і Мелвін Джек Мердок заснували компанію Tektronix, яка з часом стала світовим лідером в осцилографії. У тому ж році Воллюм і Мердок винайшли свій перший осцилограф із так званою «чекальною розгорткою» — вони використали цю технологію в Tektronix Model 511, що мав смугу пропускання 10 МГц. Принцип дії цього приладу був заснований на використанні катодної електронно-променевої трубки. Чекальна розгортка в осцилографі — це розгортка, яка спрацьовує тільки під час протікання спостережуваного електричного імпульсу.
У 1950-х роках майже у всіх технічно розвинених країнах почали виробляти ці прилади, завдяки чому осцилографи перетворилися на універсальний інструмент для вимірювань. Смуга пропускання і точність осцилографів стрімко збільшувалися, спочатку з появою перших промислових аналогових моделей.
У 80-х роках XX століття американська фірма LeCroy Corporation почала виробництво перших цифрових осцилографів. 1985 рік можна з упевненістю назвати однією з ключових точок в історії розвитку осцилографії. Саме цього року для дослідницького центру CERN був розроблений перший у світі цифровий запам'ятовувальний осцилограф. Створенням цього приладу керував Волтер ЛеКрой (Walter LeCroy), засновник компанії LeCroy.

## Класифікація осцилографів
За способом обробки вхідного сигналу осцилографи поділяють на аналогові та цифрові. За кількістю променів поділяються на одно- двопроменеві тощо. N-променевий осцилограф має N сигнальних входів та може одночасно відображати на екрані N графіків. Цифрові осцилографи також поділяються на запам'ятовувальні, люмінофорні та стробоскопічні.

### Аналогові осцилографи

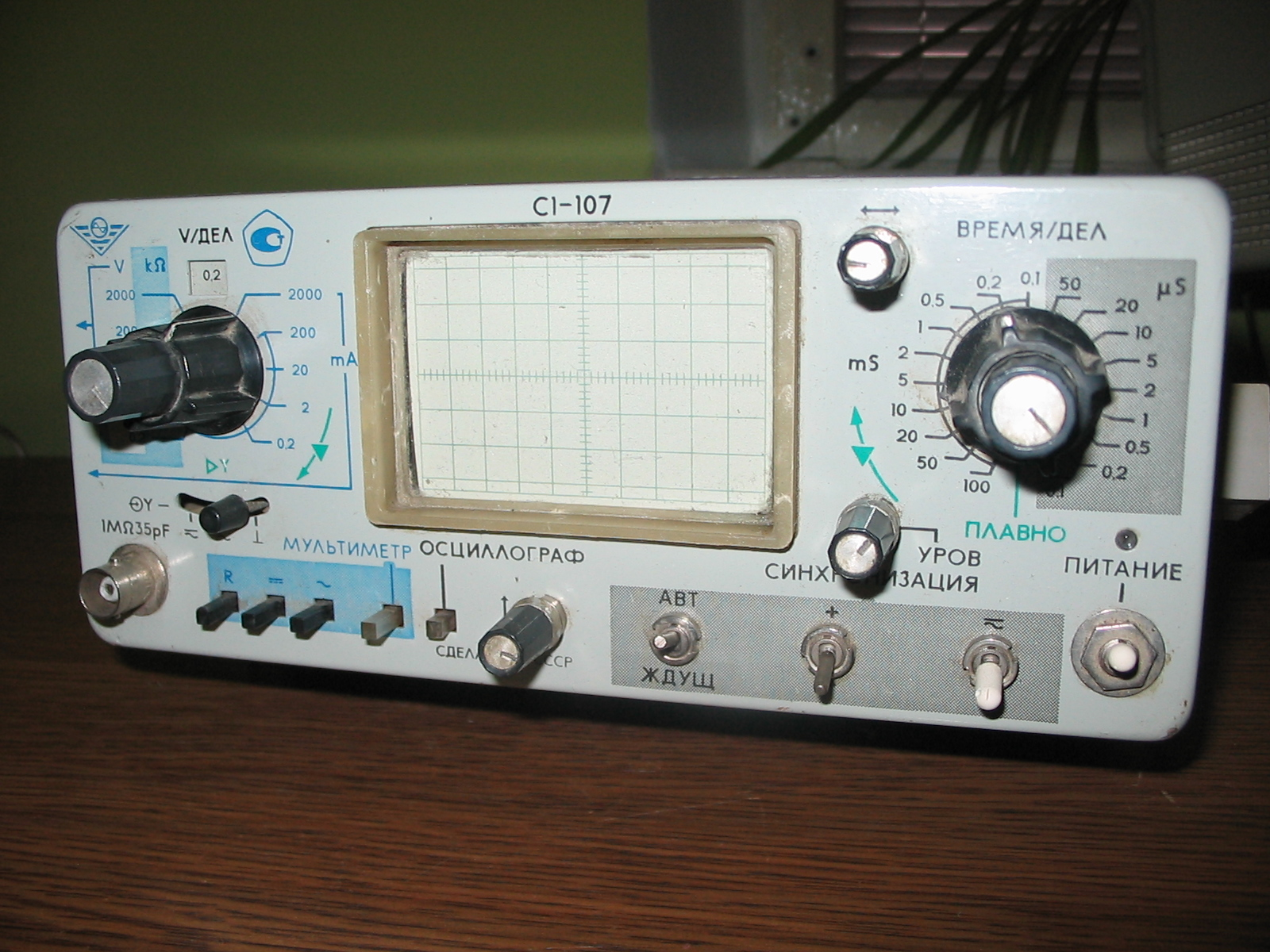
Аналоговий осцилограф С1-107

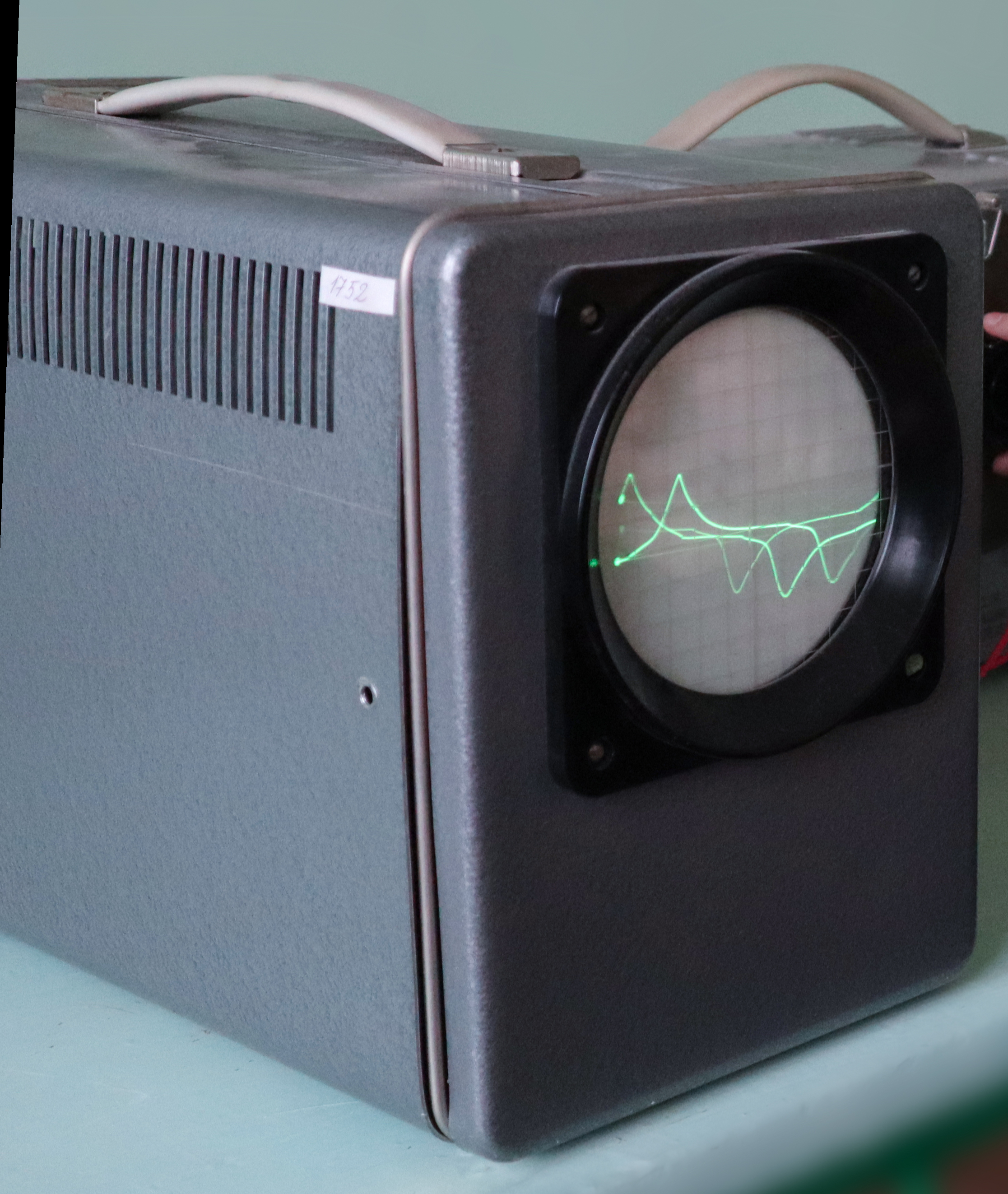
Аналоговий осцилограф з виведеним на екран сигналом

Цей тип приладів є найбільш поширеним та дешевим. Складовими елементами такого осцилографа є: електронно-променева трубка, вхідний подільник, підсилювач вертикального відхилення, схема синхронізації та горизонтального відхилення, джерело живлення.
У осцилографах застосовують трубки з електростатичним відхиленням, на відміну від телевізорів та моніторів, де використовується магнітне відхилення. Такі трубки складніші у виробництві, але мають ширший діапазон частот.
В кожний конкретний момент відхилення електронного променя та світлової плями на екрані, яку він утворює, пропорційне напрузі, яка прикладена до пластин вертикального відхилення. Напруга на пластинах горизонтального відхилення вимірюється лінійно, що забезпечує горизонтальну розгортку.
Найменша частота, за якої картинка ще читається, складає в середньому 10 Гц, хоча у разі застосування спеціальних електронно-променевих трубок вона може бути значно нижче. Верхня робоча частота визначається здебільшого характеристиками підсилювача вертикального відхилення та місткістю між відхильними пластинами.
В останній час з розвитком елементної бази аналогові осцилографи набули ряд важливих додаткових функцій та можливостей, наприклад курсори з цифровим відліком значень напруги та часу, мультиплексори для декількох каналів, завдяки яким є можливість створити розгортку з відображенням кількох каналів на однопроменевій трубці.

### Цифрові запам'ятовувальні осцилографи

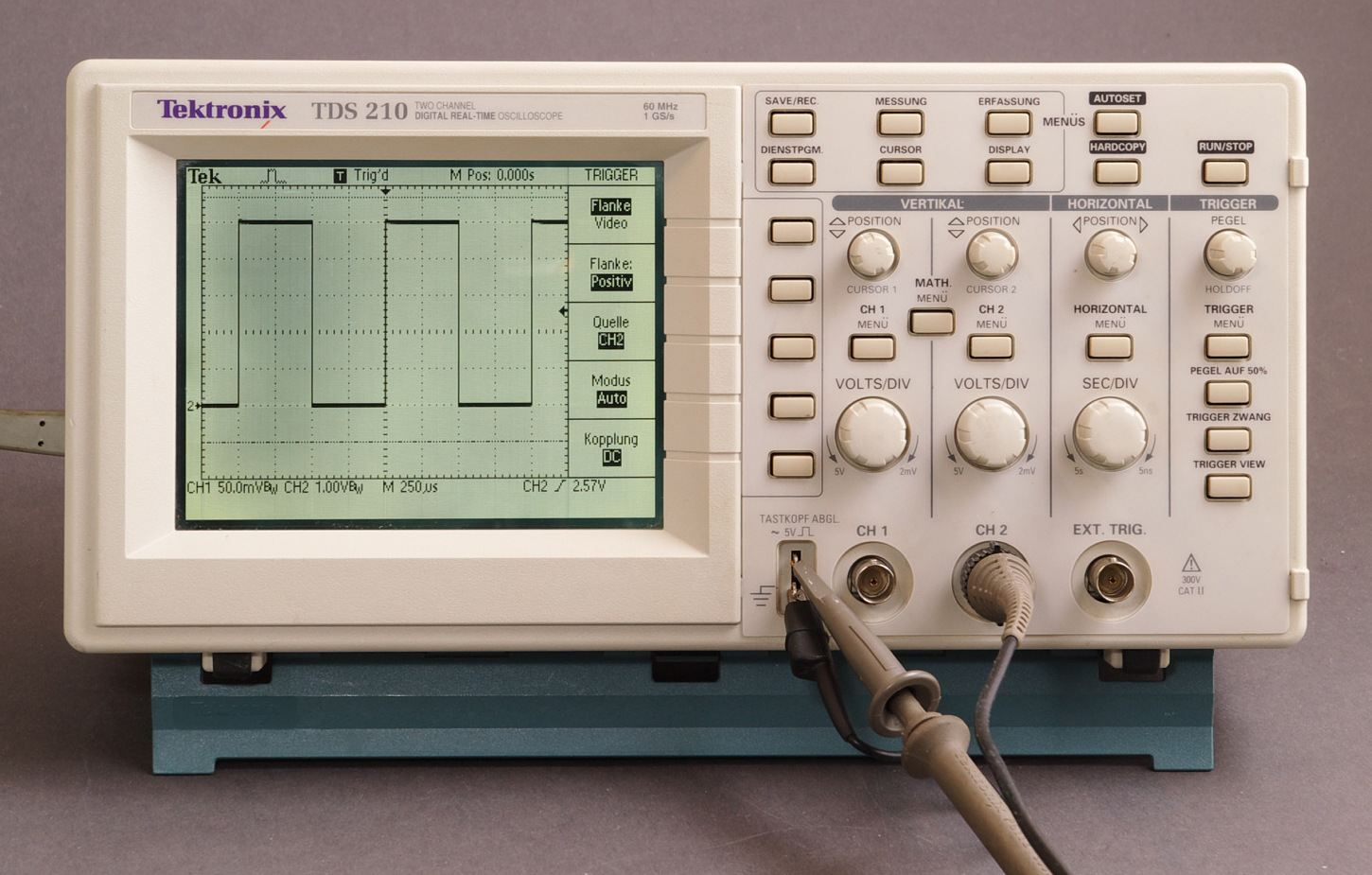
Цифровий осцилограф

Порівняно з аналоговими, такі прилади мають ширші можливості, але й вищу вартість. Загалом цифровий осцилограф складається з вхідного подільника, нормалізованого підсилювача, аналого-цифрового перетворювача, блока пам'яті пристрою керування та пристрою відображення.
Вхідний сигнал після нормалізації перетворюється у цифрову форму та записується у пам'ять. Швидкість запису (кількість значень, що записуються, за секунду) задається пристроєм керування, її верхня межа визначається параметрами аналого-цифрового перетворювача, а нижня межа теоретично не обмежена, на відміну від аналогових осцилографів.
Оцифрування сигналу дає змогу уникнути відображення сигналу у реальному масштабі часу та таким чином підвищити стійкість зображення, надає можливість зберігати результати, спрощує масштабування. Використання дисплея на рідких кристалах дає змогу відображати будь-яку додаткову інформацію та керувати приладом за допомогою меню. Деякі прилади мають кольоровий дисплей, який дає змогу гарно розрізняти сигнали різних каналів.
Сучасні цифрові осцилографи мають високу чутливість (градація шкали від 1 мВ) та роздільну здатність (від 8 до 14 біт), широкий діапазон часу розгортки (від 2 нс до 50 с), розвинену логіку синхронізації з будь-якими затримками запуску розгортки. Крім звичайних схем запуску синхронізації може відбуватися запуск у разі досягнення сигналом певного значення. Процесори цифрової обробки дають змогу досліджувати спектр сигналу з використанням швидкого перетворення Фур'є. Цифрове подання інформації забезпечує можливість її збереження у пам'яті комп'ютера або виводу безпосередньо на принтер.

### Цифрові люмінофорні осцилографи
Ці осцилографи засновані на технології, яка у цифровій формі імітує зміну інтенсивності зображення, яке властиве аналоговим осцилографам. Таким чином дослідники можуть бачити на екрані модульовані сигнали та всі їх тонкі деталі, забезпечуючи при цьому їх зберігання, вимірювання та аналіз. Цей тип приладів поєднує у собі найкращі якості аналогових та цифрових осцилографів.

### Цифрові стробоскопічні осцилографи
В цьому класі приладів використовується принцип послідовного стробування миттєвих значень сигналу для перетворення (стискання) його спектру, при кожному повторенні сигналу визначається миттєве значення сигналу в одній точці. До моменту приходу іншого сигналу точка відбору переміщується по сигналу і так до тих пір поки він весь не буде простробований. Тривалість перетвореного сигналу в багато разів перевищує тривалість досліджуваного сигналу, таким чином виникає стискання спектра, що еквівалентно відповідному розширенню смуги пропускання. Стробоскопічні осцилографи найбільш широкосмугові (до 100 ГГц) та дозволяють досліджувати періодичні сигнали з мінімальною тривалістю.

### Віртуальні осцилографи
Осцилографи цього класу можуть бути як зовнішніми приладами з USB або паралельним портом вводу-виводу даних, так і внутрішнім приладом у комп'ютері на основі PCI або ISA плат. Програмне забезпечення дає можливість повного керування приладом, а також забезпечує імпорт-експорт даних, математичну обробку сигналів, цифрову фільтрацію тощо. Недоліком такого типу приладів є неможливість побачити та виміряти постійну складову сигналів.